# Kim Jung-ah
Kim Jung-ah (hangul: 김정아, hanja: 金廷娥; Incheon, 2 de agosto de 1983), más conocida simplemente como Jung Ah o Jung A, es una cantante surcoreana. Fue miembro de After School.

## Biografía
Comenzó a salir con el jugador de básquetbol Jung Chang-young, el 24 de agosto de 2017 declararon que se había comprometido y el 28 de abril del 2018 se casaron en el New Hilltop Hotel en Seúl. En abril del 2019 la pareja anunció que estaban esperando a su primer hijo, Jung Joo-hoon a quien le dieron la bienvenida el 12 de octubre del mismo año.

## Carrera
Debutó con After School el 29 de diciembre de 2008 en el SBS Song Festival, con "Play Girlz" junto a Son Dambi y Kahi. Igualmente, poco tiempo después, el grupo liberó el sencillo debut, "AH!" junto al EP, New Schoolgirl el 15 de enero de 2009 y dos días más tarde debutando en vivo en Music Core (MBC).
Jung Ah se convirtió en líder del grupo después de la graduación de Kahi.
Participó durante 2012 en el drama de MBC Every1 Reckless Family 2.
A inicios de abril de 2015, Pledis Entertainment anunció que lanzaría una canción a dúo junto a Han Dong Geun titulada "Between the Two of Us" el 16 de abril.
En ese mismo año, Pledis Entertainment anunció que su contrato había expirado y que naturalmente se había graduado de After School.
El 25 de mayo de 2016, se anunció que debutaría como solista con un nuevo álbum en junio, en colaboración con el rapero J-STAR.